# Nissolia hirsuta
Nissolia hirsuta är en ärtväxtart som beskrevs av Dc. Nissolia hirsuta ingår i släktet Nissolia och familjen ärtväxter. Inga underarter finns listade i Catalogue of Life.